# Italia Lucchini
Italia Lucchini   (Marino, 8 de desembre de 1918 - Vicenza, 29 d'abril de 1998) va ser una atleta italiana, especialista en curses de velocitat, que va competir durant les dècades de 1930 i 1940.
En el seu palmarès destaca una medalla de bronze al Campionat d'Europa d'atletisme de 1938 en els relleus 4×100 metres. Formà equip amb Maria Alfero, Maria Apollonio i Rosetta Cattaneo. També guanyà els campionats nacionals dels 200 metres llisos de 1939, 1941 i 1943.

## Millors marques
- 100 metres. 12.2" (1939)[3]